# 黃麗梅
黃麗梅（英語：May Huang，1963年3月3日—)，生於廣東廣州，籍貫廣東江門市台山，1990年代到移居香港，為前香港亞洲電視女演員。

## 簡歷
黃麗梅在廣東省廣播電視學校電視藝術專業培訓班畢業，曾任职广东电视台。1989年廣東電視台及無綫電視兩台携手合作為羊城賀歲萬家歡十週年慶典當司儀。同年轉投亞洲電視，與鮑起靜，鄧碧梅及歐錦棠主持下午茶，出席1989亞姐嘉賓、除演出劇集外，更主持《今日睇真D》節目及負責外景採訪。後期多專注資訊節目工作。
2012年，黃麗梅與約滿後正式離開亞洲電視，在中國廣州西關經營餐廳，並名為麗的麵家。

## 演出作品

### 司儀（廣東電視台）
- 1989年：《羊城賀歲萬家歡》

### 節目主持（亞洲電視）
- 1990年：《下午茶》
- 1992年：《小姐你好嘢！》
- 1993年：《香港有錢執》
- 1996年-1997年：《今日愛心睇真D》
- 1995年-1999年：《今日睇真D》
- 2000年：《香港睇真D》
- 2000年：《徐志摩點滴情懷》
- 2000年：西北開發之旅
- 2001年：光明之路
- 2001年：根踪香港
- 2002年：ATV Express 點話點睇
- 2002年：喜氣洋洋
- 2002年：成功在望
- 2002年：漓江花月夜
- 2002年：根蹤香港II
- 2003年：中國八大名菜
- 2004年：放眼東北
- 2004年：中國八大名菜II
- 2004年：覓食新煮意
- 2005年：味是故鄉濃
- 2005年：中國八大名菜III
- 2005年：煮食無界限（主持）
- 2005年：中國八大名菜IV之食盡東南亞
- 2005年：覓食新煮意II
- 2005年：煮食無界限II（主持）
- 2005年：香港真人SHOW
- 2005年：煮食無界限III – 韓國
- 2005年：煮食無界限III – 泰國
- 2005年：味是故鄉濃 II
- 2007年：中國八大名菜之特搜招牌菜
- 2007年：鮮入為煮
- 2008年：越食越有機
- 2008年：豪遊天下
- 2008年：嘆盡全世界
- 2008年：根蹤香港2008
- 2009年：食出新滋味
- 2009年：台灣好味道
- 2010年：美味情源
- 2010年-2011年：上海好味道
- 2011年：賀年兔餐好味道
- 2011年：May姐真識食

### 電影
- 1996年：《我是一個賊》（客串）
- 2009年：《功夫廚神》

### 電視劇集(亞洲電視)
- 1993年：《仙鶴神針》
- 1993年：《勝者為王》
- 1993年：《城中姊妹花》
- 1994年：《洪熙官》
- 1994年：《鳳凰傳說》
- 1994年：《可憐天下父母心》
- 1994年：《郎心如鐵》（又名《失落真心》）
- 2000年：《寶島春夢》
- 2001年：《縱橫天下》
- 2002年：《異世驚情夢》
- 2002年：《大清藥王》
- 2003年：《萬家燈火》
- 2004年：《媽媽我真的愛你》

### 廣告
- 1992年：《連卡佛》
- 1998年：《長沙灣時裝批發廣場》
- 1998年：《大排檔三合一咖啡》
- 1998年：《雅芳婷錦囊床褥》
- 1998年：《都市名苑》
- 1998年：《秒速心算培育中心》
- 2000年：《九連山泉廣告雜誌》
- 2004年：《金龍船海鮮酒家》
- 2004年：《利苑飲食集團》
- 2006年：《龍皇酒家集團》

### 舞台劇
- 1997年：《今日愛心睇真D之新不了情》

## 外部連結
- 黃麗梅 (已失效)